# ジメチルジオキシラン
ジメチルジオキシラン (dimethyldioxirane) とは、有機化合物の一種で、有機合成において用いられる酸化剤。アセトン分子のC=O二重結合に酸素が付加して −C−O−O− 3員環（ジオキシラン環）となった構造を持つ化合物。DDOの略称で呼ばれる。他にDMD, DMDOなど。
酸素−酸素結合と3員環が不安定である点と、酸素を失った後に生成するアセトンが安定な分子である点から、ジメチルジオキシランはさまざまな化合物に速やかに酸素原子を与える酸化剤として優れる。ジメチルジオキシランを用いた酸化反応の基質選択性は比較的高い場合が多い。

## 調製
アセトンと蒸留水の混合溶媒に炭酸水素ナトリウムを溶かし、低温下にオキソン（ペルオキシ一硫酸カリウムの商品名）を徐々に加える。得られた混合物から冷やした受け器に向かって減圧蒸留を行うと、ジメチルジオキシランを含む希薄アセトン溶液が得られる（およそ 70–90 mmol/L）。
ジメチルジオキシランは不安定であるため、この希薄溶液のまま冷凍庫で保存する。以下の反応に用いる際も、そのアセトン溶液を、さらにアセトン、塩化メチレン、あるいはアセトニトリルなどで希釈したかたちで用いる。

## 反応
ジメチルジオキシランはアルケンの炭素-炭素二重結合 (C=C) を酸化してエポキシドに変える。その反応性はmCPBA などの過酸と似るが、ジメチルジオキシランの場合は、酸化反応後の副生物がアセトンであるため反応後の除去が簡単であるという点、過酸を用いた場合とは異なり反応系中が中性であるため酸に弱い基質に対しても用いることができるという点で優れている。このエポキシ化はシン選択性を示す。また、過酸が求電子的な反応性を示すのに対し、ジメチルジオキシランは求核的に作用する。そのため電子不足なアルケンとも反応しやすい。
ジメチルジオキシランを分枝アルカンに作用させると、3級炭素を選択的に酸化し、対応する3級アルコールを与える。
ほか、ジメチルジオキシランは、アミン、スルフィドなどの酸化にも用いられる。ある場合には、DMDOは不活性C-H結合でさえも酸化する。
DMDOはニトロ化合物をカルボニル化合物に変換することも可能である（ネフ反応）。
メチル基の1つを他の置換基に置き換えたプロキラルな誘導体も合成され、不斉酸化への適用が試みられている。